# Olynthus ophelia
Olynthus ophelia is een vlinder uit de familie van de Lycaenidae. De wetenschappelijke naam van de soort werd als Thecla ophelia in 1867 gepubliceerd door William Chapman Hewitson.